# 小米集团相关争议
本条目介绍对中国大陆跨國公司小米集團的争议及相关事件。
小米集团自成立之日起便备受社会及舆论关注，同时因众多因素也引发了诸多争议。部分反响较大的争议有：

## 与魅族科技及其创始人的有关争议
小米创建前，小米创始人雷军曾有意与魅族科技创始人黄秀章合伙，但两人因理念不合最终合作破裂。雷军创建小米公司并发布初代小米手机后，黄秀章多次在社交媒体等网络场合抨击雷军、小米科技及购买小米产品的消费者，称雷军窃取其商业机密，称购买小米产品的消费者为“无脑屌丝”等。相关事件有：
2010年年底，黄秀章在魅族论坛发帖声称：“MIUI是雷军投资的公司，包括那个迷人浏览器，貌似吸收了很多UC的精华。我得知这些后有些后悔之前毫无保留地和雷军交流我们公司的一切，就连MIUI交互文档都有发给他请他一起探讨。我觉得MIUI伪装成民间团队很过分，请不要在论坛发MIUI的话题。”
2019年2月20日，小米9发布后由于其2999元人民币的低定价，被魅族科技董事长黄章在魅族官方论坛互动时评论称：“想衝高端但眼高手低，贱惯了高不起来，贱人贱己贱行业。”他认为小米以价格战抢占市场。此事引起热议，有网友认为黄章突然的发言可能是因为小米将旗舰机价格压得过低，挤压了魅族的生存空间。

## 与华为公司的有关争议
2003年，华为成立手机业务部，并于2004年推出首款华为手机。小米推出首款小米手机后，华为为应对小米迅猛扩张的市场份额，于2013年12月成立荣耀子品牌，专注于争夺小米占据的中低端性价比市场，最终于2017年实现在销量上对小米的反超。2018年8月，荣耀总裁赵明表示，与小米的竞争已经结束，此番言论引起小米CEO雷军的罕见的极度愤慨。次年1月，小米宣布成立Redmi子品牌，并在Redmi Note 7发布会上回应了荣耀针对小米的言论。此后，小米集团高管及员工多次与荣耀高管发生网络争议，引发了包含小米集团粉丝的网民的不满。相关事件有：
2020年2月11日，荣耀副总裁熊军民在微博专栏刊文，表示荣耀V30搭载的麒麟990 5G芯片在搭载的技术上领先其他厂商一年半的时间，暗讽即将于2月13日发布的小米10系列手机搭载的是“过时的技术”。小米集团副总裁、Redmi品牌总经理卢伟冰对此在微博刊发一关于猪肉的语段，意图讽刺华为及其子品牌荣耀以芯片自研为名，从而赚取高额利润的营销行为。不料，这一言论被众多网友及自媒体理解为卢伟冰嘲讽华为的自主研发能力，认为小米集团高层不重视核心元器件的自主研发。这一言论遂在中文互联网中掀起轩然大波，是为“卢伟冰猪肉论”。
2020年4月3日，一支由海外数码博主“bensgadgetreviews”在2月份上传的小米10国际版开箱图被华为前员工、知名数码博主“HW前HR”发布到中国大陆社交平台，因其与中国大陆售卖的产品包装相比，在侧面加上了一行“with easy access to the Google apps you use most”（意为“轻松访问你最常用的谷歌应用”）的小字。由于华为公司因中美贸易战被剥夺Google服务的内置授权，小米这一标注被部分网民认为其有对华为公司“落井下石”的嫌疑。这一事件在北京时间4月3日晚一经发酵，便立刻引起各路网民热议。迫于舆论压力，小米在北京时间4月3日晚11时许发布了澄清声明，称这一文案为Google最新合作协议中的宣传要求。
2020年7月5日，小米手机部门战略研究总监王阳（微博名：Kevin王的日记本）在个人微博发博称：“硬件差异化没了，预计友商明年重点‘宣传’软件和生态”，被部分中国大陆网民认为这是小米对华为麒麟芯片因中美贸易战被禁的调侃和嘲讽，纷纷表示愤怒。王阳后删除了这条微博，但并未以任何形式对这条博文的内容进行解释或道歉。

## 营销模式相关
小米產品因時常處於缺貨狀態，遭受了業界與部分消費者就供貨方面的負面回應。
2018年11月，小米宣布进军英国，为了促销推出闪购促销活动，1英镑购买手机。但是英国网友发现源代码里面被设置成点击后就结束，小米在后台随机选择中奖者。并不是大家以为的先来后到，引发争议。

## 产品质量争议

### 硬件质量争议
小米自成立至今多次出现产品质量问题及品控问题，影响较大的品控问题有红米Note 2 wifi断流事件、小米6重启门及后盖缝隙门、小米9闪光灯开口封堵门、小米10摄像头开孔缺陷门及小米11系列wifi故障门等。对于用户在正常使用中出现的硬件故障，小米一般会对购机用户推出换机、退机或延保等服务，但也有消费者宣称自己在小米授权服务中心遭到了工作人员的搪塞，消费者的要求也被拒绝。
此外，也有部分网友在一些网络社区平台表示自己买到的小米品牌产品存在刚出保修期就发生故障的状况，由于此类事件为个案，无法统计准确的数目，且返修率为企业内部保密数据，小米集团并未对此类事件作出系统性回应。

### 软件质量争议

#### MIUI 12及后续版本相关稳定性争议
自MIUI 12引入新版系统动效引擎开始，陆续有一部分用户反映在更新MIUI 12之后手机开始发生无规律的卡顿、掉帧亦或是死机等故障。在小米发布小米11之后，由于其搭载的骁龙888芯片能效比较低，致使其发热量较高，进一步令MIUI 12的系统稳定性问题凸显。2021年4月7日，哔哩哔哩用户“木羽说科技”发表视频《小米高端路的最大障碍——MIUI「木羽搞机」》，将MIUI 12的系统稳定性争议推上风口浪尖。4月9日，MIUI相关负责人在小米社区《负责人在线》节目中承认了MIUI的稳定性有下降，并表示将组织人力重点解决稳定性及体验的问题，同时亦对“木羽说科技”视频中反映的故障一一回应和澄清。在2021年8月发布MIUI 12.5增强版、2021年12月发布MIUI 13后，MIUI的稳定性逐步趋于提高，但由于新版MIUI相较于MIUI 12缩减了大量动效，但同时众多无法复现的bug依然无法被有效反馈，有关于MIUI的稳定性争议时至今日依旧存在。

## 宣传争议
2015年9月23日，小米4C发布之后由于混用屏幕而引发了虚假宣传的质疑，焦点是宣传图中“小米保留引入相同品质和技术指标供应商的权利”的字样。面对质疑“小米公司发言人”凌晨发表声明解释“小米4C将售机型屏幕均采用夏普、友达、LG的定制屏幕，不存在网上谣言所说的虚假宣传。”
2016年7月21日，红米Pro发布会前夕，其文案中出现“刘诗诗代你品茎头”、“十核双茎头”等词语。引发部分人对两性敏感话题的联想，最后小米公司对文案及宣传视频进行了修改。
小米在红米Note 5的宣传页面上使用Type-C接口（页面出错后立即撤下并更换上正确的示意图）、支持电信4G+的不实参数，引发用户激烈讨论。在消费者的投诉后官方才悄无声息地修改掉了错误的参数。小米目前官方的处理态度是采取补偿方式，具体为耳机、热水器等小米周边产品，仅限2018年3月23日前购买了这款手机的消费者，需要主动申请。
2019年8月27日，小米旗下品牌Redmi电视品类帐号@Redmi电视在新浪微博平台发送博文，为将于29日發布的Redmi电视预热，其中一条微博以「5大平台，缺一不可」為標語宣傳產品支持五个视频平台片源，不料，因这一标语套用了香港反送中行動口号“五大诉求，缺一不可”的句式，遭中國大陸環球網批评「缺腦如此，無藥可救」，被點名後，Redmi电视微博将宣传语更换为“海量资源”。此事也登上微博熱搜榜，有網友認為Redmi负责宣发的市场部文案编辑用语不合适，亦有網友指責環球網是“新型文字獄”行为。
2020年2月10日，雷军为给即将发布的小米10系列预热，分享了一段小米10与笔记本电脑计算圆周率的趣味视频，视频显示搭载骁龙865的小米10在采用FFT + AGM算法的条件下计算圆周率小数点后1000万位，结果显示，小米10速度超过了搭载酷睿i7-8550U的小米笔记本。后来有网友发现使用的代码比较老旧且关闭了优化，引起争议。
2020年4月24日，小米集团副总裁常程在新浪微博平台发布一条微博，为小米10青春版手机预热。在微博中，他提出四个具有青春意味的故事让网友帮其挑选，以备在发布会上讲述。其中第2个故事“空投八倍镜  篮球场上欢呼  别人看见你得分  我却看见你的裤裆开裂了”和第3个故事“对面女生宿舍每个精致打扮美女的背后都有一个（@>_<@）的窝……”令部分网民感到低俗和不适，并对小米集团的营销策划乃至集团形象提出质时间26日下午，发布该微博的常程本人以及小米公关部帐号“小米公司发言人”先后在微博刊发道歉声明，常程另宣布向一家慈善机构捐赠10万元。
2020年5月6日，小米在日本發布了一隻红米Note 9系列手機的廣告影片，片中展示手機快速充電性能時，一名男子吃下「電池壽司」，漲成大胖子衝破屋頂、飛上天空後爆炸，被指是影射1945年东京大轰炸，引發日本網民强烈不滿。随后，小米日本官方Twitter發文致歉，表示這次針對海外市場的最新產品促銷包含了未慎重考慮的內容，已刪除相關片段。聲明稱，小米尊重世界各地的用戶和文化，在宣傳新產品時，將更貼近用戶，會努力防止類似事件再次發生。
2021年3月30日，小米在旧标志的基础上发布新版标志。新标志由日本著名设计师原研哉设计。小米集团董事长雷军称，新LOGO从“科技与生命的关系”出发，提出全新的设计理念，为小米品牌视觉融入东方哲学的思考，在“Alive”设计理念之下，具备超椭圆数学之美。但有不少網民就小米換新标志熱論，指出所謂的「設計」只是將标志由方變圓，甚至有批評實際上沒換新等。更有網民發現小米官網換新标志的方式，就只是在原有标志上加了一行代碼「border-radius: 19px;」。
2022年6月14日，雷军在超级月亮到来之际于微博分享了一张在小米科技园拍摄的小米12的超级月亮样张，米兔和月亮相得益彰。据雷军介绍，这是刚走出办公室的工程师，随手用小米12拍了一张晚上的圆月。但随后一名网友晒出偷拍，图片中一名黑衣黑裤的男子正趴在地面，手拿着手机撑在地上对米兔和月亮进行拍照，取景姿势奇特。被网友笑称“重新定义了随手拍”。

## 抄袭及侵权指控
小米手机3和小米手机8等一些产品曾被网友控诉抄袭其他厂商设计。
小米曾被控侵权“米家”标识与“MIKA米家”注册商标标识构成近似。
小米CC9系统自带的“米萌”（Mimoji）功能被微博数码博主“搞机少女”质疑高度抄袭苹果的Animoji，此争议在新浪微博引起巨大反响，并一度居于微博热搜榜前列。小米法务则表示网友“搞机少女”的质疑缺乏根据，并拿出其模型设定图以示澄清，并宣称如对方无法提供证据将起诉该网友。实际上在2018年五月末，小米在小米8发布会上就宣传过Mimoji。Mimoji初衷是为了展现自家手机小米8透明探索版类似苹果的3D结构光技术而打造的。但由于宣发不足加之3D结构光技术并没有在安卓阵营中真正铺展，故在后续小米新机发布会上再次发布Mimoji时被质疑抄袭。
2023年3月1日，根据国家知识产权报第 02 版刊发的《重大专利侵权纠纷行政裁决受理公告》信息，华为公司已经起诉小米四项专利侵权。涉及纠纷的四个专利分别为“发送控制信令的方法和装置”，“载波聚合时反馈 ACK / NACK 信息的方法、基站和用户设备”和“一种获取全景图像的方法及终端”，“一种锁屏方法及移动终端”。虽然华为和小米对此回应称，双方就专利许可在积极谈判，并在尝试寻求利用多元化的调解机制，协助双方达成协议，但由于小米此前的专利申请量和专利持有量相较于国内其他科技品牌相去甚远，且大多都是借助专利保护伞的交叉授权下进行的持有，此事在媒体传播下立刻引起热议，部分网民纷纷在相关新闻评论区下表示希望小米“赶快还钱”，并要求小米“多搞些专利，少搞些营销”。华为消费者业务CEO余承东在华为P60发布会上也表示“某些中国企业抄袭我们的设计，包括我们的一些专利，大家用了也不给我们付专利费，直接用，然后还讲成是他们自己的专利，甚至有些东西是直接抄”，被部分网民认为余承东此言暗指小米。

## 高管言论争议
2017年9月22日，小米公司到郑州大学进行演讲招聘会，现场负责人、时任小米创新部总监、原中华万年历创始人秦涛在现场为活跃气氛却放出了“如果你是日语专业的学生，那你可以走了，或者我建议你们去从事电影事业！”的言论，此番言论立即引发在场学生哄堂大笑，日语专业的学生则感觉受到羞辱，愤然离场。秦涛在9月23日下午道歉，承认自己当时言辞不当。小米人力资源部也发布内部通报称，秦涛已当面向当事人进行了道歉，取得了对方谅解，并且也已经向公司做出了深刻检讨。同时小米方面就此事正式向公众道歉，对涉事员工在全公司进行通报批评。秦涛本人事后也向小米公司辞职。
2020年11月21日，小米集团管培机构清河大学副校长王嵋在一场闭门交流活动中表示：“小米认为未来的天下，得屌丝者得天下，得年轻人得天下。年轻人是核心的消费实力，小米会为这些年轻做符合他们的消费主张的产品。”因“屌丝”一词带有污蔑及贬低性含义，该言论立刻在网络上引起强烈反响。2020年11月25日，小米集团发表声明，称员工王嵋发布了不谨慎言论，不代表公司态度，也未经公司审核，王嵋本人对此深感悔意并主动请辞。小米批准了王嵋的辞职请求并诚恳致歉，表示将加强内部管理，维护用户利益和公司品牌声誉。

## 广告内容争议
2019年3月，据《每日经济新闻》报道，通过“小米运动”App和小米VIP每日任务中的广告推送，用户可以下载一些P2P理财平台，并且得到返产品、返现金之类的优惠。但随后爆出P2P投资的钱人间蒸发，由于消费者无法联系到这些理财平台的负责人，无处维权的部分消费者便以小米平台未尽对广告内容进行审核的义务为由，向小米提出声讨。小米虽表示会协助用户进行维权，但并未就广告问题向消费者表态。

## 内部管理争议
早期，小米公司在知乎、陌陌等社交平台上因福利少加班多而被称为“猴厂”（不仅把用户当猴耍，也把员工当猴耍之意），现该情况已基本改善。
在公司上市时，通过发放打新券、内部宣传等方式号召员工购买公司股票，公司绝大多数员工都参与购买，结果小米集团股票在上市不久后即大跌，最低时甚至跌去60%以上，大多数员工因此套牢或亏损，多者损失数万，小米股价则直到上市两年后方才回到发行价。
在公司上市前夕，有消息称小米一次性给董事长雷军发放当时价值99亿港元的一次性工资，并称董事会一致同意，雷军本人却“并不知情”。但有法律专家分析认为，雷军作为董事长对公司如此大的支出项目不知情是不合规甚至不可能的。此事的舆论争议渐大，雷军称99亿将全部捐赠于慈善事业，并设立了小米的私募基金实体，即小米基金会有限公司。

## 言论审查争议
2021年9月22日，路透社援引立陶宛國防部消息稱，根據立陶宛國營網路安全機構的報告稱，小米集團在歐洲銷售的智慧型手機具有審查「Free Tibet（自由西藏）」、「台灣獨立萬歲（Long live Taiwan independence）」或「民主運動（democracy movement）」等449個與宗教、政治和社會團體相關詞彙的內建功能。該報告中亦提到，小米的Mi 10T 5G電話已經為「歐盟地區」關閉該功能，但小米集團有能力隨時遠程開啟。該報告還稱，小米的Mi 10T 5G電話內建的非標準瀏覽器Mi Browser包含了兩個與隱私相關的模塊，其一能夠讀取瀏覽和搜索歷史並將數據發送到小米伺服器的Google Analytics，該模塊默認激活；而另一個模塊則會收集與應用活動相關的61個參數，數據在加密後發送到小米位於新加坡的伺服器。小米用户的手機號還會通過加密SMS簡訊註冊到新加坡的伺服器激活雲服務，這一簡訊對用户不可見。對於以上報道，小米發言人在澎湃新聞記者的採訪中回應稱，小米手機不會審查其用户通訊，並從未有，也不會有限制或攔截手機用家的任何個人行為，例如搜索、打電話、瀏覽網頁和使用第三方通訊軟體。小米充分尊重和保護所有用户的合法權益，遵守《歐盟一般資料保護規範》（GDPR）。

## 国际制裁
2022年4月，印度执法局冻结了小米在印度價值6.76亿美元的资产，导致小米在印度的业务实际上停止。小米对印度执法局扣押其555.1亿卢比资产提出上诉，但在2023年4月，印度卡纳塔卡省的法院驳回了小米的上訴。此事在中文互联网上引发了大量争议，部分网友认为小米明知印度营商环境差还坚持在印经营，是无法被中国人共情和理解的行为；亦有网友认为应该支持小米维护自身权益的任何举措。
2023年4月13日，乌克兰国家预防腐败局宣布，小米作为支持俄罗斯入侵乌克兰列入其国际战争赞助商名单。乌克兰国家预防腐败局指出，该公司不仅在全面入侵后继续在俄罗斯开展工作，而且还是恐怖国家智能手机销售的领导者，在俄罗斯轰炸乌克兰城市的同时，小米在2022年的俄罗斯市场份额翻了一倍，使得俄罗斯军队可以得到从中缴纳的税收支持杀害乌克兰人民。此外，小米正在积极恢复和扩大其俄罗斯办事处的销售工作，相当于支持恐怖主义国家的军事侵略。该公司随后发表声明表示强烈反对，并表示从不支持战争。